# Heil Hitler (chanson)
Pour les articles homonymes, voir Hitler (homonymie).
Singles de Kanye West
Cousins (en)
(2025)
Heil Hitler, également connu sous le titre alternatif Nigga Heil Hitler ou les initiales HH, est une chanson du rappeur américain Kanye West. Sortie le 8 mai 2025, elle est le troisième single de son douzième album studio, Cuck (en). Intitulée d'après l'exclamation prononcée lors du salut fasciste, la chanson comprend des voix supplémentaires du groupe de West, les Hooligans.
Le morceau a reçu des critiques négatives, notamment indignées et condamnées pour son antisémitisme et ses éloges d'Adolf Hitler. Selon West, en raison de son caractère controversé et de son sujet, le morceau a été banni de toutes les principales plateformes de streaming numérique, des radios, et a même été exclu du Billboard Hot 100. Une version instrumentale intitulée The Heil Symphony a été mise en ligne à sa place le 14 mai 2025.